# Tagab (district)
Pour la ville, voir Tagab.

District de Tag Ab (en vert), dans le Sud de la province de Kâpîssâ

Le district de Tagab est un des plus grands districts de la province de Kapisa en Afghanistan. Il comptait 71 700 habitants en 2006 et son chef-lieu est la ville de Tagab. Son gouverneur s'appelle Mowlawi Masoud.
Il jouxte au sud les districts de Nijrab et Mahmud Raqi et Alasay.

## I.S.A.F
Dans le cadre du soutien à l'armée afghane, une Base opérationnelle avancée française y est installée. Aux côtés du 3e RIMa de Vannes, détaché depuis juillet 2009, des soldats afghans et des soldats américains y sont stationnés.
Le 16 novembre 2009, des talibans tirent à la roquette sur le bazar pendant que les forces françaises tenaient une réunion avec les barbes blanches, tuant 12 civils et en blessant 40 autres et ce pendant que l'I.S.A.F montait une offensive contre les talibans et Hezb-e-Islami Gulbuddin sous le nom d'Opération Avalon.

## Économie
L'agriculture est sa ressource principale et elle couvre près de 80 % de la surface du district, il y a aussi de l'élevage (moutons, chèvres) ; mais l'état déplorable des routes limite les échanges. Une route est en réfection pour relier Tagab à Mazâr-e Charîf vers le nord et jusqu'au Tadjikistan.

## Districts de la province
- Alasay
- Hesa Duwum Kohistan
- Koh Band
- Kohistan Hesa Awal
- Mahmoud Râqi
- Nijrab
- Tagab